# Чивитанова Марке
Чивитано̀ва Ма̀рке (на италиански: Civitanova Marche, на местен диалект Citanò, Читано) е пристанищен град и община в Централна Италия, провинция Мачерата, регион Марке. Разположен е на брега на Адриатическо море. Населението на общината е 40 150 души (към 2010 г.).